# عين الفيجة
عين الفيجة هي بلدة وناحية تقع غرب دمشق في وادي بردى بين السلاسل الجبلية وهي تبعد عن دمشق حوالي 15 كيلو مترًا ومن سفوح جبالها يتدفق نبع الفيجة الذي يزود مدينة دمشق بحاجتها الأساسية من مياه الشرب. تتبع ناحية عين الفيجة لمنطقة الزبداني في محافظة ريف دمشق. بلغ عدد سكان الناحية 19,584 نسمة حسب تعداد عام 2004.

## الجغرافية والمناخ
ترتفع عين الفيجة عن سطح البحر حوالي 890م وهي تقع في بيئة جبلية حيث تحيط بها مجموعة من الجبال هي جبل الهوّات من الشرق وجبل القلعة من الشمال وجبل القبلية من الجنوب يجتازها نهر بردى في طريقه إلى دمشق حيث يغذي النهرَ ما يرفده من مياه نبع الفيجة الفائضة في فصل الربيع وبداية الصيف.
وتمتاز عين الفيجة بمناخها المعتدل صيفا (تتراوح الحرارة بين 25 و 31 درجة مئوية) والبارد نسبيا شتاءً حيث تنخفض الحرارة في كانون الثاني يناير إلى ما يقرب 5- درجات مئوية ما دون الصفر، ويبلغ معدل الأمطار السنوي فيها 400 مم وتغطي الثلوج الجبال المحيطة بها معظم فصل الشتاء.
أما من ناحية الزراعة فعين الفيجة تمتلئ بساتينها الخضراء بأشجار الفواكه المثمرة كالعنب والرمان والتين والزيتون والمشمش والجوز والتي تسقى من مياه بردى ونبع الفيجة وأشجار التين والعنب التي تزرع في الجبال المحيطة بالقرية وتسقى من مياه الأمطار (بعل).
ويوجد في أراضي عين الفيجة ينابيع أخرى غير نبع الفيجة تروي البساتين حولها مثل عين حاروش وعيون الريحان.

## نبع الفيجة
تتفجر مياه نبع الفيجة من سفح جبل القلعة في عين الفيجة فمن ماء نبع الفيجة تشرب مدينة دمشق وضواحيها، وهو نبع غزير إذ تبلغ غزارته في فصل الربيع حوالي 30 متر مكعب في الثانية بالإضافة إلى نقاوة المياه فقد أثبتت الفحوص أن ماء الفيجة من أجود المياه على مستوى العالم والصخور الكلسية التي تختزن هذه المياه بعيدة عن مصادر التلوث بالإضافة إلى خلوّ المياه من الطفيليات والجراثيم.

## عين الفيجة تاريخيا
يوجد في البلدة أثر يدل على قدم السكان فيها إذ يوجد معبد روماني قديم عند منبع الماء كان الرومان يقدمون فيه القرابين لآلهة الينبوع التي كانت في المعبد والموجودة حاليا في المتحف الوطني بدمشق كلمة فيجة قديمة تعود إلى كلمة إغريقية πηγη تعني العين باللغة الإغرقية القديمة.
ويوجد في عين الفيجة آثار لنفق قديم كانت زنوبيا ملكة تدمر تجر خلاله مياه نهر بردى إلى تدمر عبر البادية السورية.
أما حديثا فلا أثر للسكان في عين الفيجة قبل عام 1800م حيث بدأ يتدفق إليها سكانها الحاليون قادمين من المناطق المختلفة من مدن سوريا ومن بعض البلدان العربية المختلفة.

## عين الفيجة إداريا
عين الفيجة «ناحية» في التقسيمات الإدارية في الجمهورية العربية السورية تتبع لها إدارياً قرية إفرة وقرى دير مقرن وكفير الزيت ودير قانون وبرهليا والحسينية وهريرة وسوق وادي بردى.
أما في الماضي وفي زمن الدولة العثمانية فقد كانت عين الفيجة تابعة لقضاء بعلبك حيث تبعد عين الفيجة عن الحدود اللبنانية 11 كم بخط مباشر.

## مخاتير البلدة
اتفق أهل عين الفيجة فيما بينهم من زمن الدولة العثمانية على اختيار رجل لإدارة شؤون البلد يسمى المختار على أن يكون من إحدى العائلات الكبرى في البلد ومن الذين نالوا لقب المختار عمر درة العمري ومحمد سليم العمري وأحمد عبد الله عباس وسعيد عباس وحسن عباس ومحمد حسن درويشة ومرشد العمري ومحمد عبد الواحد أبو سعيد وسعيد عبد الواحد المختار الحالي لعين الفيجة.
وكذلك حصل في قرية إفره ومن الذين نالوا لقب المختار نايف يوسف وجمال نايف يوسف وخالد جمال يوسف المختار حاليا.

## السياحة
تعد عين الفيجة مركز سياحة واصطياف هام ومعروف منذ زمن بعيد في منطقة الزبداني لاعتدال مناخها ووفرة المياه فيها بالإضافة إلى جمال الطبيعة فتكثر فيها المطاعم والمتنزهات حول نهر بردى أو في سفح الجبل الجنوبي.
كما يمر فيها خط حديدي يربط بين دمشق ولبنان مرورا بالزبداني وسرغايا ويوجد فيها محطة للقطار .